# Sint Jansteen
Sint Jansteen (51° 16′ N, 4° 03′ L) é uma cidade dos Países Baixos, na província de Zelândia. Sint Jansteen pertence ao município de Hulst, e está situada a 31 km a sudoeste de Bergen op Zoom.
Em 2001, a cidade de Sint Jansteen tinha 2959 habitantes. A área urbana da cidade é de 0.93 km², e tem 1234 residências.
A área de Sint Jansteen, que também inclui as partes periféricas da cidade, bem como a zona rural circundante, tem uma população estimada em 3310 habitantes.